# 토드 케인
토드 아서 루시엔 케인(Todd Arthur Lucien Kane, 1993년 9월 17일, 헌팅던) ~ 는 잉글랜드의 축구 선수로, 현재 잉글랜드 EFL 리그 원의 찰턴 애슬레틱 소속이다.